# Brent Van Mulders
Brent Van Mulders, né le 22 août 2000, est un coureur cycliste belge.

## Biographie
Dans les catégories de jeunes, Brent Van Mulders participe à des compétitions sur route et sur piste. En 2021, il se classe deuxième du Tour des Deux-Sèvres. Il représente aussi son pays aux championnats d'Europe et aux championnats du monde sur piste, où il est engagé dans la poursuite par équipes. 
Lors de la saison 2022, il est de nouveau sélectionné en équipe nationale pour participer aux championnats d'Europe sur piste. Sur route, il est sacré champion provincial du Brabant flamand. En janvier 2023, il remporte le championnat de Belgique de la course aux points,. Malgré ses résultats, il abandonne la piste et rentre dans le monde du travail. Il devient directeur commercial pour Carbonbike-Giordana. Van Mulders continue toutefois le cyclisme au niveau amateur en tant que représentant de cette marque dans les compétitions. 

## Palmarès sur route
- 2021
  - 2e étape du Tour des Deux-Sèvres (contre-la-montre par équipes)
  - 2e du Tour des Deux-Sèvres
  - 3e du championnat de Flandre-Occidentale sur route espoirs
- 2022
  - Champion du Brabant flamand sur route[4]
- 2023
  - 2e du championnat du Brabant flamand du contre-la-montre

## Palmarès sur piste

### Championnats du monde
- Roubaix 2021
  - 10e de la poursuite par équipes

### Championnats d'Europe
- Granges 2021
  - 8e de la poursuite par équipes
- Munich 2022
  - 8e de la poursuite par équipes

### Championnats nationaux
- 2022
  -  Champion de Belgique de la course aux points
- 2024
  - 2e du scratch
  - 2e de la course à élimination